# Корецкий, Николай Владимирович
Николай Владимирович Корецкий (1.6.1869, Воронеж ― 11.1.1938, Ленинград, псевдонимы: Балакирев, Н.; К.; К-ий, Н. В.; Н. К.) ― русский поэт, драматург, издатель.

## Биография
Ещё юношей актёрствовал в провинциальных театрах. С 1898 работал в труппе театра Неметти (Санкт-Петербург), заведовал театральным отделом газеты «Новости». С 1906 по 1917 работал редактором, затем издателем двухнедельного литературно-научного иллюстрированного журнала с приложениями «Пробуждение». В ноябре 1907 года издал журнал Театральная библиотека.
После революции 1917-го служил режиссёром в рабочих и красноармейских клубах. Позднее работал в различных издательствах. В 1929 вернулся в Ленинград, работал корректором в типографии.
2 ноября 1937 арестован. Особой тройкой УНКВД ЛО 31 декабря 1937 приговорен по ст. 58-10 УК РСФСР (проведении контрреволюционной агитации) к смертной казни. Расстрелян 11 января 1938 года.

## Архив
РГАЛИ. Ф. 72. Ед. хр. 89. 1896—1916.

## Труды
Автор одноактных пьес, сборников поэзии.
- Режиссёр : полный художественный сборник необходимых руководств при постановке спектаклей / составил Н. Корецкий. — Санкт-Петербург : Товариществово Художественной печати, 1903. — [4], 160 c. : портр., ил.; 27 см.
- Общедоступный театр : Худож. сб. избр. пьес для нар. театров / Сост. Н. Корецкий. — Санкт-Петербург : Т-во худож. печати, 1903. — [2], 239 с
- Свободная любовь : Пьеса в 1 д. — Киев : М. Медем, 1907. — 15 с.; 15х23.
- Свободная любовь : Пьеса в 1 д. — [1-е изд.]. — Москва : Т. Энгель, 1908. — 22 с.; 17.
- Песни ночи : Стихотворения / Николай Корецкий. — Санкт-Петербург : ред. журн. «Пробуждение», [1908]. — 127 с.;
- Веселые пьесы : Сб. одноакт. пьес для любит. спектаклей / Н. В. Корецкий. — Санкт-Петербург : ред. журн. «Пробуждение», [1909]. — 160 с.
- Песни ночи : Избр. стихотворения : XXV. Юбил. изд. по случаю 25-летия лит. деятельности Н. В. Корецкого / Н. В. Корецкий. — Санкт-Петербург : ред. журн. «Пробуждение», [1912]. — 32 с. : ил.; 30.
- Ноктюрны : Поэмы и баллады [для декламации и чтения] / Н. В. Корецкий. — [Петроград] : Пробуждение, 1923. — 34 см.
- Для любительских спектаклей : Избр. пьесы : Худож. сб. / Сост. Н. Корецкий. — Санкт-Петербург : типо-лит. И. Лурье и К°, 1902. — [4], 237 с.